# Río de la Palma
El río de la Palma es un curso fluvial cubano que recorre 33,254 m del centro de la isla. Nace en la Llanura de Manacas, en la provincia de Villa Clara y desemboca en el Mar Caribe. 
Se encuentra en el municipio de Corralillo y alimenta al embalse de Palma Sola. 